# Paraphytus foveatus
Paraphytus foveatus là một loài bọ cánh cứng trong họ Bọ hung (Scarabaeidae).